# Constitutio Romana
Constitutio Romana ali Rimska ustava  je bila pravni akt, sestavljen med vladanjem italijanskega kralja Lotarja I. (818–855), od leta 817 socesarja njegovega očeta Ludvika Pobožnega, in papeža Evgena II. (824–827). Potrjena je bila 11. novembra 824. Evgen II., katerega izvolitev je izpodbijal  Zizin, kandidat rimskega ljudstva, je v zameno za Lotarjevo vojaško in pravno podporo privolil v več koncesij cesarski oblasti v srednji Italiji. 
Ustava je imela devet členov. Uvedla je najzgodnejšo znano papeško prisego, ki naj bi jo izvoljeni papež dal cesarskemu odposlancu, preden je prejel posvečenje. Obnovila je tudi navado, ki jo je leta 769 uvedel papež Štefan III., po kateri so  pri papeških volitvah v Rimu sodelovali laiki in duhovniki. 
Med sodobnimi zgodovinarji je Ustava sprožila  razpravo o tem, ali je bila "mrtva črka na papirju" z malo praktičnega učinka ali pa je pomenila korak na poti do cesarske prevlade nad papeštvom.

## Vsebina
Ustava je pospešila cesarske pretenzije v mestu Rimu, vendar je hkrati vzpostavila sistem za nadzor moči plemstva. Določila je, da so tisti, ki so bili pod posebnim varstvom papeža ali cesarja, nedotakljivi in pokorni samo papežu ali cesarju.  Druge pomembne določbe so bile, da se cerkveno premoženje po papeževi smrti ne sme pleniti, da se smejo papeških volitev udeleževati samo tisti, ki jim je leta 769 dal pravico umrli papež Štefan III., da se imenujeta  dva komisarja, eden s strani papeža in drugi s strani cesarja, ki jima poročata, kako se izvaja pravica. Če papež ni popravil svoje morebitne napake, jo je moral popraviti cesar. Določala je tudi, da se ljudem sodi po pravu – rimskem, salijskem ali lombardskem, po katerem so se odločili živeti, da se povrne cerkveno  premoženje, da se odpravi nasilno ropanje, da  glavni uradniki cesarja med njegovim obiskom v Rimu opomnijo na njegove napake in končno, da morajo vsi ubogati rimskega papeža. Po papeževem in Lotarjevem ukazu je moralo ljudstvo priseči, da bo, razen zvestobe, ki jo je obljubilo papežu, ubogalo tudi cesarja Ludvika in Lotarja. Cesarja nista smela dovoliti, da bi bila papeževa izvolitev v nasprotju s cerkvenimi kanoni. Papež je lahko bil posvečen samo v navzočnosti cesarjevih odposlancev po prisegi spoštovanja  do cesarja.

## Preklic
Šestdeset let pozneje je papež Marin I. začasno preklical Constitutio Romana z dekretom, v katerem je zapisal, da se cesarji ne smejo niti osebno niti prek svojih veleposlanikov vmešavati v izvolitev papeža. Leta  962 so bile mnoge klavzule Constitutio Romana ponovno aktivirane in vključene v Otonsko diplomo (Diploma Ottonianum).